# Lukas Rieger
Lukas Rieger (ur. 3 czerwca 1999 roku w Lehrte) – niemiecki piosenkarz.

## Życiorys

### Edukacja
Uczęszczał do klasy muzycznej szkoły podstawowej w Burgdorf.

### Kariera
W 2014 roku wziął udział w przesłuchaniach do drugiego sezonu programu Sat.1 The Voice Kids, jednak nie zakwalifikował się do grupy finalistów. 30 września 2016 roku wydał swój debiutancki album studyjny zatytułowany Compass.
W 2017 roku ruszyła przedsprzedaż jego drugiej płyty zatytułowanej Code, której premiera zaplanowana jest na 16 lutego 2018 roku.

## Dyskografia

### Albumy studyjne
- Compass (2016)
- Code (2018)
- Justice (2019)

## Publikacje
- Josip Radović. Der Lukas Rieger Code. HarperCollins, Hamburg 2017. ISBN 978-3-95967-170-5.